# Gavin Friday
Gavin Friday (geboren als Fionán Martin Hanvey, Dublin, 8 oktober 1959) is een Ierse zanger, componist en schilder. Hij werkt sinds 1986 als soloartiest, maar was daarvoor samen met Derek Rowen, aka Guggi, bekend als een van de twee zangers van de postpunk groep Virgin Prunes die ontstond uit de jongensclub Lypton Village, waaruit ook U2 voortkwam. Bono, Guggi en Gavin Friday zijn nog steeds goed bevriend.
Na het uiteenvallen van de Virgin Prunes trok Gavin zich terug uit de muziekwereld om zich enige tijd samen met Guggi, Charlie Whisker en Bono op schilderen te richten. Hierop volgde begin 1987 de collectieve tentoonstelling (Four Artists, Many Wednesdays]) in de Hendriks Gallery in Dublin. Gavins deel hierin was getiteld I didn't come up the Liffey in a bubble, een gezegde van zijn vader, Paschal Hanvey. Vrij vertaald: 'Ik ben niet van gisteren'.
Het duurde echter niet lang voor Friday weer muziek ging maken. Hij organiseerde tussen 1987 en 1988 onder de titel 'The Blue Jaysus', afgeleid van Marlene Dietrichs 'Blaue Engel', cabaretavonden in de nachtclub The Waterfront in Dublin. Diverse artiesten uit de Ierse scene van die tijd traden er op, waaronder leden van Hothouse Flowers, Clannad, The Waterboys en Van Morrison.
Via The Blue Jaysus kwam Friday in contact met de pianist Maurice Roycroft (Seezer), met wie hij enkele demo's opnam. Niet lang daarna tekenden ze bij Island Records. Hun debuut-lp, Each Man Kills The Thing He Loves, werd in New York opgenomen. Producer Hal Willner gebruikte hiervoor musici bekend van werk met Lou Reed en Tom Waits waaronder Marc Ribot, Michael Blair, Fernando Saunders en Bill Frisell. Op het album "Each Man Kills the Thing He Loves" staat de track "death is not the end", dit nummer, geschreven door Bob Dylan is bekend geworden in de Nederlandse uitvoering "Er is leven na de dood" van Freek de Jonge.
Het duo zou nog twee albums voor Island Records maken voor zij in 1996 niet al te lang na de release van het door Tim Simenon geproduceerde Shag Tobacco afscheid namen van het label. Er volgde een lange periode van relatieve stilte. Friday en Seezer legden zich toe op het schrijven van muziek voor scores en soundtracks, voornamelijk voor films van de Ierse regisseur Jim Sheridan. Sporadisch traden zij live op en interpreteerden het werk van Kurt Weill voor het Dublin Theatre Festival (2001). Ook doen zij mee aan door Hal Willner georganiseerde tribute concerten voor Harry Smith, Randy Newman en Leonard Cohen.
De score voor de film Get Rich or Die Tryin'  over het leven van de Amerikaanse rapper 50 Cent lijkt voorlopig de laatste samenwerking van Friday en Seezer. Werkend aan zijn vierde soloalbum schrijft Friday songs met toetsenist Herb Macken. Voor een theater productie van de Engelse componist Gavin Bryars zetten Friday en Macken 'sonnet XL' van William Shakespeare op muziek. Friday toert in maart 2007 door Engeland met Bryars, de Royal Shakespeare Company en Opera North alwaar hij sonnet XL ten gehore brengt. Ook leest hij voor tijdens Bryars compositie 'Nothing Like The Sun'. De eerste originele compositie van Friday en Macken, 'Dreamland', wordt tijdens de première van het toneelstuk The Revenant (Galway Arts festival, 2007) van de Ierse schrijver Patrick McCabe ten gehore gebracht.
Friday's vierde soloplaat 'catholic' (bewust met kleine c) wordt op Goede Vrijdag 2011 uitgebracht op het Rubyworks label.

## Discografie

### Albums
| Album met eventuele hitnotering(en) in de Nederlandse Album Top 100 | Datum van verschijnen | Datum van binnenkomst | Hoogste positie | Aantal weken | Opmerkingen |
| ------------------------------------------------------------------- | --------------------- | --------------------- | --------------- | ------------ | ----------- |
| Each man kills the thing he loves                                   | 1989                  | 03-06-1989            | 55              | 7            |             |
| Adam 'n' Eve                                                        | 1992                  | 14-03-1992            | 50              | 7            |             |
| Shag tobacco                                                        | 1995                  | -                     |                 |              |             |
| Peter & the wolf                                                    | 2002                  | -                     |                 |              |             |
| catholic                                                            | 2011                  | 14-05-2011            | 85              | 2            |             |
| Ecce Homo                                                           | 2024                  |                       |                 |              |             |

### Singles
| Single met eventuele hitnotering(en) in de Nederlandse Top 40 | Datum van verschijnen | Datum van binnenkomst | Hoogste positie | Aantal weken | Opmerkingen                            |
| ------------------------------------------------------------- | --------------------- | --------------------- | --------------- | ------------ | -------------------------------------- |
| You can't always get what you want                            | 1987                  | -                     |                 |              |                                        |
| Each man kills the thing he loves                             | 1989                  | -                     |                 |              |                                        |
| You take away the sun                                         | 1989                  | -                     |                 |              |                                        |
| Man of misfortune                                             | 1990                  | -                     |                 |              |                                        |
| I want to live                                                | 1992                  | 07-03-1992            | 25              | 5            | #35 in de Single Top 100 / Alarmschijf |
| King of trash                                                 | 1992                  | -                     |                 |              |                                        |
| Falling off the edge of the world                             | 1993                  | -                     |                 |              |                                        |
| You made me the thief of your heart                           | 1994                  | -                     |                 |              |                                        |
| In the name of the father                                     | 1994                  | -                     |                 |              | met Bono                               |
| Angel                                                         | 1995                  | -                     |                 |              | Soundtrack "Romeo + Juliet"            |
| You, me and world war III                                     | 1996                  | -                     |                 |              |                                        |
| The last song I will ever sing                                | 1996                  | -                     |                 |              | Soundtrack "Basquiat"                  |

### Soundtracks
- 1990 Bad influence
- 1993 Short cuts
- 1993 In the name of the father
- 1996 Romeo + Juliet
- 1996 Mission: Impossible I
- 1996 Basquiat
- 2001 Moulin Rouge!
- 2005 Breakfast on Pluto

### Scores
- 1996 Angel baby
- 1997 The boxer
- 2003 In America
- 2005 Get rich or die tryin'